# ميخائيل ولمان
ميخائيل ولمان (بالإنجليزية: Michael Wellman) هو عالم حاسوب أمريكي، ولد في 27 مارس 1961 في بروكلين في الولايات المتحدة.